# Liste des chaînes de télévision au Canada
Le Canada adopta, sans aucune modification, les politiques des signaux de transmission télévisés analogiques et numériques terrestres, lesquels furent respectivement développés par le NTSC et l’ATSC. Cependant, seules quelques différences locales sont aujourd’hui utilisées pour la télévision dont les signaux sont directement captés par les consommateurs (télévision DTH), et ce, à cause d’une divergence de conception dans les transpondeurs des séries de satellites, Anik.

## Réseaux de télédiffusion nationaux
- CBC Television (Canadian Broadcasting Corporation – communément appelé « CBC »). Un réseau public national dont la propriété appartient à la Société Radio-Canada, et dont la programmation est diffusée en anglais – ainsi qu’en langues autochtones dans les territoires et les régions nordiques du Québec et du Labrador.
- CTV Television Network (Canadian Television – communément appelé « CTV »), à l’origine CTN (Canadian Television Network). Un réseau privé national (sauf à Terre-Neuve-et-Labrador ainsi que dans les trois territoires) détenu par Bell Media, et diffusant uniquement en anglais.
- Global Television Network (communément appelé « Global »). Un réseau privé national (sauf à Terre-Neuve-et-Labrador ainsi que dans les trois territoires) détenu par Shaw Media et diffusant uniquement en anglais.
- Citytv, détenu par Rogers Media, est composé de stations locales basées à Toronto, Winnipeg, Calgary, Edmonton, Vancouver, Regina et Montréal.
- CTV Two (anciennement NewNet, puis A-Channel), détenu par Bell Media, est un système de diffuseurs locaux basés en Ontario, en Colombie-Britannique, dans les provinces des Maritimes et en Alberta. La marque de commerce A-Channel fut achetée de Craig Media en 2004, et fut anciennement utilisée pour les stations dans les marchés de Calgary, Edmonton et Winnipeg, lesquelles sont aujourd’hui dénommées CityTV.
- Aboriginal Peoples Television Network (APTN) diffuse une programmation se concentrant et mettant en vedette les peuples autochtones. La programmation est diffusée en plusieurs langues.
- ICI Radio-Canada Télé (Société Radio-Canada – communément appelé « SRC » ou « Radio-Canada »). Un réseau public national dont la propriété appartient au gouvernement fédéral, et dont la programmation est entièrement diffusée en français.
- TVA (autrefois Télé-Métropole), détenu par Québecor Média Inc., est un réseau basé au Québec, dont la programmation est entièrement diffusée en français partout au Canada via le câble.
- Noovo est un réseau exploité au Québec, qui est détenu par Bell Média depuis 2020. La programmation est entièrement diffusée en français.

## Réseaux de télédiffusion régionaux
- CTV Atlantic (anciennement ATV) est un mini-réseau détenu et exploité par le réseau national CTV, et dont la programmation est entièrement diffusée sur ses stations à l’Île-du-Prince-Édouard, au Nouveau-Brunswick et en Nouvelle-Écosse. Bien que ce mini-réseau, tout comme CTV Northern Ontario, soit séparé du réseau CTV lui-même, il n’est pas indépendant de ce dernier comme l'est, par exemple, CTV Two.
- CTV Northern Ontario est un mini-réseau détenu et exploité par le réseau national CTV, dont le fonctionnement est fondamentalement le même que CTV Atlantic (ATV), mais qui n’est exploité que dans le nord de l’Ontario.

### Réseaux défunts de télédiffusion
- Baton Broadcasting System (BBS) était un réseau détenu par Baton Broadcasting, basé en Ontario et en Saskatchewan.
- E!, détenu par CanWest Global Communications Corp., était un réseau consistant en une série de cinq stations télévisées réparties dans les marchés de Hamilton, Montréal, Victoria, Kelowna et Red Deer, et ce, sans compter un partenaire privé dans la région de Kamloops.

## Stations de télédiffusion régionales

### Stations de télédiffusion régionales conventionnelles
- Canal Savoir (CFTU) est une station privée détenue par la corporation Canal Savoir, diffusant une programmation éducative à Montréal et partout au Québec et au Canada.
- NTV (CJON) est une station télévisée privée basée à Terre-Neuve-et-Labrador.
- CHCH, basée à Hamilton, est détenue par Channel Zero.
- CFJC (Kamloops), CKPG (Prince George) et CHAT (Medicine Hat), sont détenues par Jim Pattison Group.
- CHEK, basée à Victoria, est détenue par CHEK Media Group.

### Stations de télédiffusion régionales multiculturelles
- Omni Television est une série de stations de télévision multiculturelles basée à Toronto (OMNI.1 et OMNI.2), en Alberta (CJCO Calgary/CJEO Edmonton) et à Vancouver (CHNM), et détenue par Rogers Communications.
  - OMNI.1 (CFMT) diffuse une programmation européenne, latine, et des Caraïbes.
  - OMNI.2 (CJMT) diffuse une programmation sud-asiatique, orientale et africaine.
- ICI (CFHD) International Channel/Canal International (ICI), chaîne ethnique basée à Montréal, est détenue par la famille Norouzi.

### Stations de télédiffusion régionales religieuses
- Yes TV - anciennement Crossroads Television System, est une station à programmation chrétienne basée en Ontario (CITS Hamilton) et en Alberta (CKCS Calgary/CKES Edmonton).
- Joy TV (CHNU) et anciennement connu sous le nom « NOWTV », est une station à programmation chrétienne dans la région de Vancouver, détenue par Zoomer Media.
- Hope TV (CIIT) est une station à programmation chrétienne à Winnipeg, détenue par Zoomer Media.
- The Miracle Channel (CJIL) est une station à programmation chrétienne basée en Alberta.

## Stations de télévision éducatives provinciales

### Anglais
- Knowledge Network est une station basée en Colombie-Britannique et exploitée par le gouvernement provincial. Elle est disponible partout dans la province via les ondes et via le câble.
- TVOntario (TVO) est une station basée en Ontario, et exploitée par le gouvernement provincial. Elle est disponible partout dans la province via les ondes (CICA Toronto et d'autres émetteurs) et via le câble.

### Français
- Télé-Québec est une station basée au Québec, et exploitée par le gouvernement provincial. Elle est disponible partout dans la province via les ondes (17 émetteurs dont CIVM Montréal) et via le câble.
- TFO est une station basée en Ontario, et exploitée par le Groupe Média TFO. Elle est disponible partout dans la province par câble.

## Stations de télévision défuntes
- CFVO (Hull), détenue par la Coopérative de télévision de l'Outaouais (septembre 1974 - avril 1977)
- CHCA (Red Deer), détenue par Canwest Global Communications (décembre 1957 - septembre 2009)
- CKX (Brandon), détenue par CTVglobemedia (janvier 1955 - octobre 2009)
- Toronto One, puis Sun TV (CKXT), détenue par le réseau TVA et Sun Media. (septembre 2002 - novembre 2011)

## Chaînes de télévision spécialisées

### Chaînes anglophones
- Bravo – chaîne d’art et de divertissement.
- Business News Network (BNN)
- CBC News Network
- The Comedy Network
- Country Music Television (CMT)
- CP24 – chaîne 24/7 de nouvelles locales dans la région de Toronto.
- CPAC – chaîne du Parlement du Canada avec une diffusion simultanée en français et en anglais.
- CTV News Channel – chaîne exploitée par CTV.
- Discovery Channel
- DTour, anciennement Prime et TVtropolis, vise les 50 ans et plus
- E! – chaîne de divertissement de l’actualité
- Family
  - Family Jr.
- Food Network
- HGTV
- History
- M3
- MTV (Canada)
- MuchMusic
- OLN
- Oprah Winfrey Network
- Showcase – chaîne avec une programmation largement internationale, vulgaire et religieuse.
- Slice
- Space – chaîne avec une programmation scientifique, fantaisiste et de science-fiction, détenue par CTVglobemedia.
- Sportsnet
  - Sportsnet 360 – chaîne de nouvelles sportives
- TELETOON – chaîne d’animation, version anglophone de TÉLÉTOON
- Treehouse – chaîne pour les jeunes enfants
- TSN
- VisionTV – chaîne religieuse œcuménique
- W Network (women's Channel)
- The Weather Network
- YTV

### Chaînes francophones
- ARTV
- Canal D
- Canal Vie
- CPAC
- Évasion
- Historia
- Le Canal Nouvelles (LCN)
- MATV
- MétéoMédia
- MusiMax
- MusiquePlus
- Réseau de l'information (RDI)
- Réseau des sports (RDS)
- Séries+
- TÉLÉTOON
- TVA Sports
- TV5 Québec Canada
- Unis TV
- VRAK.TV
- Ztélé

### Chaînes multiculturelles
- ATN Channel
- Fairchild Television
- OTN1
- Talentvision
- Telelatino

### Chaînes payantes anglophones
- HBO Canada - chaîne disponible dans tout le Canada.
- Movie Central – chaîne disponible seulement dans les régions de l’ouest du Canada et des territoires, et organisée en quatre chaînes à thème.
  - Movie Central
  - Movie Central 2
  - Movie Central 3
- Encore Avenue – chaîne disponible seulement dans les régions de l’ouest du Canada et des territoires.
  - Encore Avenue
  - Encore Avenue 2
- The Movie Network – chaîne disponible seulement dans les régions du centre et de l’est du Canada, et organisée en cinq chaînes à thème.
  - The Movie Network
  - MFest
  - MFun
  - MExcess
- TMN Encore – chaîne disponible seulement dans les régions du centre et de l’est du Canada.
  - TMN Encore 2
- Sportsnet World
- Super Channel – chaîne disponible dans tout le Canada, et organisée en quatre chaînes à thème.
  - Super Channel
  - Super Channel 2
  - Super Channel 3
  - Super Channel 4

### Chaînes payantes francophones
- Cinépop
- Super Écran
  - Super Écran 1
  - Super Écran 2
  - Super Écran 3
  - Super Écran 4

### Chaînes sur commande anglophones
- Shaw PPV
- Venus
- Viewers Choice
- VU!

### Chaînes sur commande francophones
- Canal Indigo
- Shaw PPV
- Venus
- VU!

### Chaînes de télé-achat anglophones (non licenciées)
- ShopTV Canada – chaîne de télé-achat disponible seulement dans la région du Grand Toronto (GTA).
- The Shopping Channel

## Chaînes de télévision payantes et numériques

### Chaînes anglophones
- ABC Spark
- The Accessible Channel
- Action
- Animal Planet (Canada)
- AOV Adult Movie Channel
- ATN NEO Cricket
- Aux
- BBC Canada
- BBC Kids
- The Biography Channel
- BiteTV
- BookTelevision
- bpm:tv
- Cartoon Network (Canada)
- Comedy Gold
- Cooking Channel (Canada)
- Cosmopolitan TV
- Cottage Life
- The Cult Movie Network
- DejaView
- Discovery Science
- Disney Channel (Canada)
- Disney Junior (Canada)
- Disney XD (Canada)
- DIY Network (Canada)
- documentary
- ESPN Classic
- EuroWorld Sport
- Family CHRGD
- FashionTelevisionChannel
- Fight Network
- FX Canada
- G4 Canada
- GameTV
- Global Reality Channel
- GolTV Canada
- Grace TV
- H2
- HARDtv
- HPItv (Horse Player Interactive Television)
  - HPItv Odds
  - HPItv Canada
  - HPItv International
  - HPItv West
- Hustler TV
- ichannel
- IDNR-TV
- IFC Canada (Independent Film Channel)
- Investigation Discovery (Canada)
- Juicebox
- Leafs TV
- Lifetime
- Maleflixxx Television
- Movieola
- MovieTime
- MTV2 (Canada)
- MuchLOUD
- MuchRetro
- MuchVibe
- Mystery TV
- National Geographic Channel (Canada)
- NBA TV Canada
- NHL Network (Canada)
- Nickelodeon (Canada)
- One
- OUTtv
- Penthouse TV Canada
- The Pet Network
- Red Hot TV
- Télévision Sel + Lumière (Salt + Light Television)
- Silver Screen Classics
- Sportsnet One
  - Sportsnet Flames
  - Sportsnet Oilers
  - Sportsnet Sens
  - Sportsnet Vancouver Hockey
- Sun News Network
- Sundance Channel (Canada)
- Travel + Escape
- Twist TV
- Wild TV
- World Fishing Network
- XXX Action Clips Channel

### Chaînes francophones
- AddikTV, anciennement Mystère
- Avis de recherche
- Casa, anciennement Les idées de ma maison
- Explora
- La Chaîne Disney
- Mlle
- Prise 2
- RDS2
- RDS Info, anciennement Réseau Info-Sports
- Télémagino
- TVA Sports
- Vanessa
- Yoopa
- Zeste

### Chaînes multiculturelles
- Abu Dhabi TV
- All TV
- APTN
- ATN Aastha TV
- ATN Alpha ETC Punjabi
- ATN ARY Digital
- ATN B4U Movies
- ATN B4U Music
- ATN Bangla
- ATN Channel
- ATN Gujarati
- ATN Jaya TV
- ATN JUS Punjabi
- ATN Malayalam
- ATN MH 1
- ATN NDTV 24x7
- ATN Punjjabi TV
- ATN SAB TV
- ATN Sony Aath
- ATN Zee Cinema
- CBN
- Channel Punjabi
- Dream 1
- Dream 2
- ERT World
- FPTV
- Filipino TV
- Fairchild TV
- Filmy
- Imagine Dil Se
- Jaam-e-Jam
- The Israeli Network
- KBS World
- LS Times TV
- MEGA Cosmos
- Mediaset Italia
- Melody Aflam
- Melody Arabia
- Melody Drama
- NTV Canada
- Nuevo Mundo Television
- Odyssey
- Orbit Al Yawm
- ProSiebenSat.1 Welt
- PTC Punjabi
- RTVi
- SBTN
- SKY TG 24
- SSTV
- Tamil One
- Talentvision
- Telelatino
- TeleNiños
- Times Now
- TLN en Español
- TVi
- TVOne Global
- WOWtv
- zoOm

### Chaînes musicales
- Galaxie – chaînes francophones et anglophones

### Chaînes défuntes
- TVFQ 99, détenue par la Société d'édition et de transcodage T.E. (septembre 1979 - août 1988). Disponible au Québec via le câble, elle diffusait des émissions françaises. Elle a été remplacée par TV5 Québec Canada.
- Argent
- C Channel (février 1983 - juin 1983)
- The Life Channel (octobre 1985 - novembre 1986)
- HSTN (en) (août 2002 - inconnu 2002)
- Edge TV (septembre 2001 - juillet 2003)
- WTSN (septembre 2001 - septembre 2003)
- MSNBC Canada (septembre 2001 - décembre 2004)
- The Ecology Channel (décembre 2001 - décembre 2004)
- Leonardo World Canada (juin 2005 - septembre 2007)
- Video Italia Canada (juin 2005 - septembre 2007)
- CoolTV (septembre 2003 - juillet 2008)
- X-Treme Sports (septembre 2001 - octobre 2008)
- Max Trax ( - octobre 2009)
- Fine Living Canada (septembre 2004 - octobre 2009)
- Discovery Kids Canada (septembre 2001 - novembre 2009)
- Breakaway PPV (Canucks TV, Flames PPV, Oilers PPV) ( - mai 2010)
- Dusk (septembre 2001 - mars 2012)
- Fox Sports World Canada (septembre 2001 - avril 2012)
- Télé Achats (novembre 1995 - août 2012)
- CityNews Channel (octobre 2011 à mai 2013)
- Teletoon Retro (octobre 2007 à septembre 2015)
- Télétoon Rétro (septembre 2008 à septembre 2015)
- Le réseau Inter-Vision était composé de plusieurs télédistributeurs dont Câblevision Nationale (maintenant Vidéotron). Il regroupait plusieurs chaînes:
  - TVAQ, câble 29 (arts et spectacles) (1980 - 1983);
  - TVCQ, câble 24 (cours universitaires et collégiaux) (1980 - 1986);
  - TVEQ, câble 30 (sciences et éducation) (1980 - 1983);
  - TVIQ, câble 6 (consommation et emploi) (1980 - 1983);
  - TVJQ, câble 26 (la télé des jeunes) (1980 - 1988), remplacé par Canal Famille;
  - TVRQ, câble 25 (télé-reportages) (1980 - 1983);
  - TVSQ, câble 31 puis 25 (sports et loisirs) (1980 - 1989), remplacé par RDS;
  - Les groupes ethniques, câble 28 puis 23 (1980 - 1987), remplacé par TEQ (la télévision ethnique du Québec);